# Lex Cornelia de provinciis ordinandis
La Lex Cornelia de provinciis ordinandi fu una legge emanata dal dittatore Silla nell'81 a.C. in materia di prorogàtio impèrii (istituto tipico dell'età repubblicana consistente nell'attribuire a magistrati decaduti dalla carica il compito di portare comunque a termine campagne belliche in corso o di proseguire nell'amministrazione delle province conquistate; a partire dalla fine del II secolo a.C. era concesso mediante senatusconsùltum, cioè a seguito del provvedimento senatorio i cònsules e i prætòres assumevano il titolo di procònsules e di proprætòres). 

## Descrizione
La legge regolava il governo delle provincie e stabiliva che i pretori, trascorso l'anno di carica in Roma, fossero di diritto assegnati per un secondo anno come propretori al governo di una provincia sorteggiatagli: la gestione della magistratura provinciale, quindi, si considerava prorogatio di quella urbana. 
L'innovazione si riferisce secondo Theodor Mommsen, storico e studioso tedesco del XIX secolo, anche ai consoli, che non potevano andare in provincia nell'anno di consolato, né potevano più esercitare l’imperium militare in Italia. I promagistrati conservavano di diritto l’imperium fino all'arrivo del successore, ma dovevano entro trenta giorni abbandonare la provincia: conservavano pure l’imperium fino al loro ritorno in Roma, per cui potevano trionfare e potevano essere loro affidati nuovi incarichi militari.